# Lai Uyên
Lai Uyên is een xã van huyện Bến Cát, een huyện in de provincie Bình Dương.
Lai Uyên ligt in het noorden van het district en ligt ongeveer vijftien kilometer ten noorden van thị trấn Mỹ Phước, de hoofdplaats van het district. In het oosten grenst Lai Uyên aan het district Phú Giáo. De afstand tot het centrum van Ho Chi Minhstad bedraagt ongeveer vijftig kilometer.
De oppervlakte van Lai Uyên bedraagt ongeveer 88,41 km². Lai Uyên heeft 9793 inwoners.